# Stazione di Paulilatino
La stazione di Paulilatino è una stazione ferroviaria a servizio del comune di Paulilatino, lungo la ferrovia Cagliari-Golfo Aranci.

## Storia
Situata a sud-est dell'omonimo paese, la stazione di Paulilatino fu inaugurata il 1º luglio 1880 dalla Compagnia Reale delle Ferrovie Sarde, costruttore e primo gestore sia della stazione che della rete ferroviaria a scartamento ordinario sarda. Tale inaugurazione fu coincidente con quella del tronco ferroviario tra Oristano e Giave della ferrovia Cagliari-Golfo Aranci, la principale dell'isola: l'esercizio regolare nell'impianto fu poi avviato il 2 luglio successivo.
La stazione passò dalle Ferrovie Reali alla gestione delle Ferrovie dello Stato nel 1920, le quali dal 2001 passarono le competenze dell'impianto e della linea alla società controllata RFI. Nel corso dei decenni il fabbricato viaggiatori della stazione fu chiuso all'utenza, inoltre negli anni dieci del XXI secolo alcune infrastrutture dello scalo furono rivisitate in funzione di una logica di utilizzo esclusivamente come terminal passeggeri. L'area dello scalo merci dell'impianto, in disuso, fu infatti destinata ad ospitare un sottopassaggio pedonale, e per tali ragioni fu in parte smantellato il piano caricatore dello scalo ed eliminato il binario tronco ad esso parallelo, riducendo da tre a due il numero dei binari della stazione. Contemporaneamente è stata avviata la realizzazione di una nuova banchina al servizio del binario di incrocio. Tali lavori risultano in corso al 2015.

## Strutture e impianti
La stazione di Paulilatino è realizzata con caratteristiche di impianto passante lungo la Dorsale Sarda. Lo scalo a livello ferroviario si compone di due binari (di cui il primo di corsa) a scartamento da 1435 mm e privi di infrastrutture di alimentazione elettrica, tuttavia sino agli anni 2010 era presente un terzo binario tronco che, diramandosi da quello di corsa, terminava a sud della banchina del binario 1. Tale binario serviva lo scalo merci dell'impianto, costituito anche da un piano caricatore: sia il tronchino che quest'ultima struttura sono stati smantellati nell'ambito dei lavori per la realizzazione di un sottopassaggio pedonale nello scalo, la cui rampa di accesso a ovest dei binari è stata prevista in tale area.

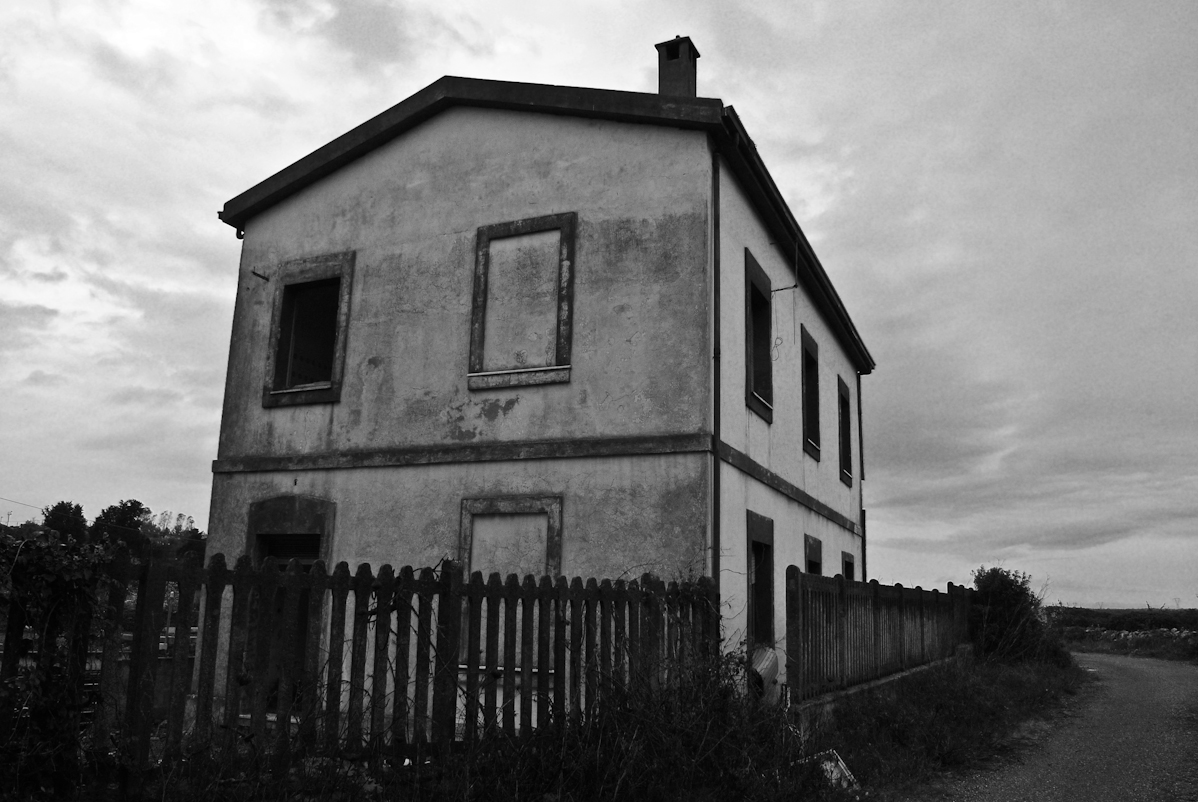
L'ex casa cantoniera situata nell'area della stazione.

Dal punto di vista degli edifici il maggiore è il fabbricato viaggiatori, chiuso al pubblico, realizzato su due piani con tetto a falde in laterizi e terrazzino sul piano superiore (adibito ad alloggi), avente pianta rettangolare e 6 luci di apertura sui lati maggiori al piano terra. Altri due edifici più piccoli affiancano questa costruzione, uno a nord e uno a sud, mentre sempre a sud (ma ad est dei binari) nei pressi del deviatoio di accesso alla stazione si trovano i resti di una casa cantoniera, situata a ridosso di un passaggio a livello presente nell'area prima della costruzione del ponte stradale.
Lo scalo, impresenziato, è gestito in remoto dal DCO di Cagliari.

## Movimento
La stazione è servita da Trenitalia, i cui treni regionali espletati per conto della Regione Autonoma della Sardegna lungo la Cagliari-Golfo Aranci effettuano fermata nell'impianto.

## Servizi
La stazione è classificata commercialmente da RFI in categoria "bronze", ed è accessibile ai portatori di handicap motori.
Riguardo ai servizi all'utenza per il servizio viaggiatori la stazione è dotata di due banchine, una attigua al fabbricato viaggiatori, dotata di pensilina ed al servizio del binario 1, l'altra in uso per il binario 2, all'altra estremità dell'area della stazione; in passato tale banchina era invece realizzata nello spazio tra i due binari. I due marciapiedi sono collegati tra loro tramite passerella sui binari, sebbene al 2015 sia in corso di realizzazione un sottopassaggio pedonale destinato a sostituirla.
Il fabbricato viaggiatori, prima di venire chiuso al pubblico, ospitava una sala d'aspetto per l'utenza.